# 波別列日卡
49°23′21″N 30°39′48″E / 49.38917°N 30.66333°E
波貝雷日卡（烏克蘭語：Побережка）是位於烏克蘭北部的村莊，由基辅州白采爾克瓦區的梅德文市鎮負責管轄。該村始建於1600年，面積2平方公里，海拔高度183米，2022年人口401，人口密度每平方公里302.5人。